# 張雨生
張 雨生（チャン・ユーシャン 1966年〈民国55年〉6月7日 - 1997年〈民国86年〉11月12日）は台湾の男性ポップシンガー、作曲家、音楽プロデューサー。祖籍は浙江省（父が浙江省からの移民）で、母親がタイヤル族のハーフ。その多彩な音楽センスから「音楽のマジシャン」と呼ばれた。張惠妹のプロデューサーとしても大きな功績を残した。
1997年10月20日、車を運転しての帰宅中、自動車事故に巻き込まれて致命傷を負い、昏睡状態に陥った。数週間の入院の末、11月12日23時48分、意識を取り戻すことなく死去。享年31。
地声でD6(兄弟呀)、裏声ではF#6（永公街的街长）、音源未発表で裏声 (G#6) にも達する驚異的な高音の持ち主で、アジアを代表する男性ハイトーン歌手の一人である。

## ディスコグラフィー

### オリジナルアルバム
| 枚  | リリース日     | タイトル            |
| --- | -------------- | ------------------- |
| 1st | 1988年11月1日  | 天天想你            |
| 2nd | 1989年7月17日  | 想念我              |
| 3rd | 1992年2月24日  | 帯我去月球          |
| 4th | 1992年11月1日  | 大海                |
| 5th | 1993年8月24日  | 一天到晩游泳的魚    |
| 6th | 1994年9月5日   | 卡拉OK Live‧台北‧我 |
| 7th | 1995年3月27日  | 還是朋友            |
| 8th | 1996年7月12日  | 两伊戦争            |
| 9th | 1997年10月14日 | 口是心非            |

### ベストアルバム
| 枚  | リリース日    | タイトル |
| --- | ------------- | -------- |
| 1st | 1994年1月25日 | 自由歌   |

### 記念アルバム
| 枚  | リリース日     | タイトル            |
| --- | -------------- | ------------------- |
| 1st | 1997年10月21日 | 給雨生的歌—聽你聽我 |
| 2nd | 1998年11月12日 | 想念雨生            |
| 3rd | 2003年10月24日 | 雨生歓禧城          |
| 4th | 2008年2月1日   | 如燕盤旋而来的思念  |

## 出演映画
- 七匹狼（1989年）
- 七匹狼2（1990年）
- 天龍地虎（1990年）
- 成功嶺2（1990年）
- 金馬大兵（1990年）